# عبد الفتاح إسماعيل (إخوان مسلمون)
عبد الفتاح إسماعيل أحد أعضاء جماعة الإخوان المسلمين الذين تم فيهم تنفيذ حكم الإعدام في 29 أغسطس من العام 1966 بعد محاكمته أمام محكمة عسكرية استثنائية بقيادة اللواء محمد فؤاد الدجوي بعد اعتقاله ضمن آلاف من الإخوان في القضية التي عرفت ب«إعادة إحياء تنظيم الإخوان المسلمين» في العام 1965 وكان على رأس القضية سيد قطب والذي أُعدم معه في نفس اليوم.

## الميلاد
ولد الشيخ عبد الفتاح إسماعيل في العام 1925 في كفر البطيخ بمحافظة دمياط. عمل تاجراً للحبوب والغلال.

## دوره الدعوي في جماعة الإخوان
قالت عنه زينب الغزالي أنه كان أحد ثلاثة حملوا مسئولية إعادة جماعة الإخوان المسلمين للحياة بعد اعتقالات 1954 حيث أفرج عنهم بعد عامين في العام 1956 وهم عبد الفتاح عبده إسماعيل ومحمد عبد الفتاح شريف من إخوان البحيرة. وعوض عبد العال- من إخوان المنصورة دقهلية، فكان يلقب «بدينامو تنظيم 65» الذي قام لإعادة إحياء الجماعة بعد الاعتقالات والملاحقات.
- قال عنه أحد رفاقة في السجن: «أستطيع أن أشهد شهادةً يحاسبني الله عليها أن الشهيد عبد الفتاح إسماعيل كان من أصلب الإخوان المسلمين- الذين دخلوا السجن الحربي- إرادةً، إن لم يكن أصلبهم على الإطلاق»
- قال عنه جابر رزق: «لقد رأيته عدة مرات في مكتب شمس بدران ممزقَ الوجه والكتفين وممزقَ الأقدام مكسور الذراع مكسور الساق».[3]
- يروي جابر رزق: "كان الشيخ عبد الفتاح مهيبًا، لا أذكر أنه قد تعرض لإهانات الحراس رغم كثرتها بالنسبة للإخوان، ويكمل فيقول: "أذكر مرةً أن دخل حمزة البسيوني السجن في الصباح وهو يركب حصانًا أحمر وبعد أن خرج الطابور الكبير وكنت أسير مع طابور "العواجيز"، وهو طابور أخف من الطابور السريع، يضم أصحاب العاهات والأمراض وكبار السن ولا يسير فيه إلا من صرح له الطبيب بذلك، وبدأ طابور "العواجيز" في الخروج، فوقف حمزة البسيوني يستعرض الطابور بنفسية الساخر المتشفي، وأراد أن يسخر من الشيخ عبد الفتاح فسأله: كويس كده يا شيخ عبد الفتاح؟! - فابتسم الشيخ عبد الفتاح وأشرق وجهه بنور ابتسامته وقال: الحمد لله على كل اللي يجيبه ربنا!! إحنا راضيين بكل اللي يجيبه ربنا!!".

## المحاكمة والإعدام
كان عبد الفتاح إسماعيل ضمن أفراد القضية الأولى في تنظيم 65 الذين حوكموا أمام اللواء الدجوي وحكم عليه وعلى 6 من رفاقة بالإعدام شنقاً، وقد نفذ الحكم في 29 اغسطس 1966 بثلاثة كان هو أحدهم مع سيد قطب ومحمد يوسف هواش وخفف الحكم عن الباقين.